# ثورة الطوارق 2012
ثورة الطوارق 2012 هي إحدى الثورات العديدة التي قام بها الطوارق في أزواد ضد دولة مالي خلال خمسة عقود، وقد اشعلت الحركة الوطنية لتحرير أزواد هذه الثورة بهدف تحرير إقليم أزواد وإعلانه دولة مستقلة .

## الأوضاع قبل الثورة

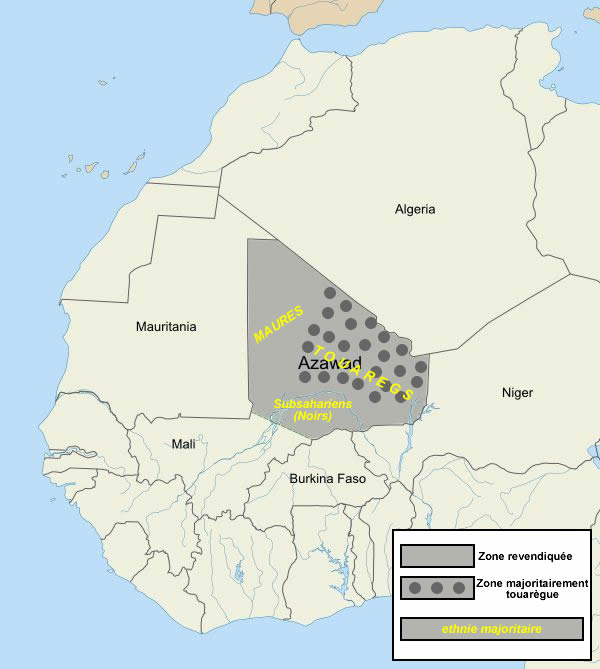
المنطقة التي تطالب بها الحركة الوطنية لتحرير آزواد

عاش الطوارق في أزواد عقودا من التهميش، فمنذ استقلال دولة مالي عن فرنسا، لم تقم بأي مشروعات تنموية في مناطق الطوارق شمال البلاد، بل قمعتهم عندما قاموا بثورات احتجاجا على أوضاعهم المأساوية، فعندما قام الطوارق بثورة كيدال 1962 م، قامت الدولة المالية بقمع ثورتهم، وأبادت مواشيهم وسممت آبارهم وبطشت بهم ، وعندما قاموا بثورة 1990 م، ارتكبت ضدهم القوات المالية أبشع الجرائم، فلم يعد أمامهم للخلاص من هذه الحال سوى الثورة .

## التحضير للثورة
تم التحضير للثورة بتأسس الحركة الوطنية لتحرير أزواد، في مدينة تمبكتو في الأول من نوفمبر 2010 م .

## أحداث الثورة

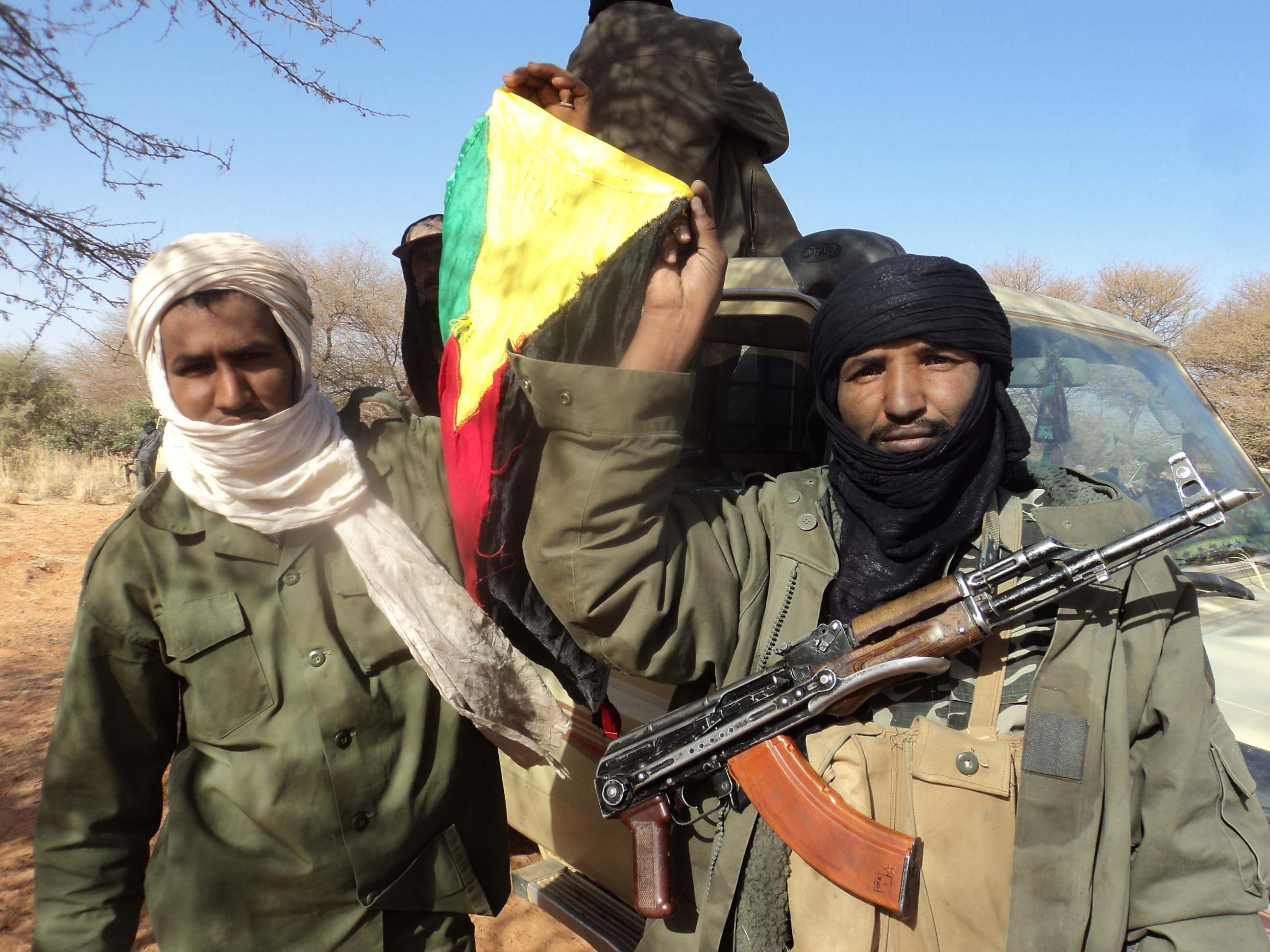
أفراد من الحركة الوطنية لتحرير أزواد.

بدأت الثورة بعودة آلاف الطوارق الذين كانوا يقاتلون ضمن جيش الليبي إلى إقليم أزواد شمال مالي وبحوزتهم أسلحة ثقيلة بعد سقوط نظام العقيد الراحل معمر القذافي عام 2011 م، لينضموا للحركة الوطنية لتحرير أزواد . وفي يناير 2012 م بدأت الحركة الوطنية لتحرير أزواد هجوما استغرق أسابيع على مدن تساليت وأجلهوك ومنكا في شمال شرقي مالي قرب الحدود مع الجزائر ، وبعد قيام النقيب أمادو سانوغو بانقلاب عسكري أطاح بالرئيس أمادو توماني برفقة ضباط آخرين متوسطي الرتب، استثمرت الحركة الوطنية لتحرير أزواد حالة الفوضى التي نتجت عن الانقلاب لتبدأ الفصل الأخير من ثالث ثورة كبيرة في تاريخ الطوارق، وقد أفضى في غضون أيام إلى تحريرها مناطق كيدال وتمبكتو وغاو . بيد أن جماعات مسلحة بعضها يرتبط على الأرجح بتنظيم القاعدة، مثل : أنصار الدين، وحركة التوحيد والجهاد في غرب أفريقيا استغلت بدورها الوضع، وباتت تشارك في السيطرة على مدن رئيسة مثل تمبكتو وغاو، وأعلنت الحركة الوطنية لتحرير أزواد في 6 من أبريل 2012 م عن استقلال أزواد، ولكن الإعلان قوبل بالرفض الدولي والإقليمي، دون أي مراعاة للاعتبارات الإنسانية، أو حق تقرير المصير الذي تكفله القوانين الدولية .

## تبعات الثورة
أدت الثورة إلى نزوح آلاف الأزواديين، إلى موريتانيا، وبوركينا فاسو، حيث يبلغ تعداد اللاجئين الأزواديين في موريتانيا قرابة 75 ألف لاجئ ، وفي بوركينا فاسو قرابة 34 ألف لاجئ .